# Región de Viamala
La Región de Viamala es una unidad administrativa del cantón de los Grisones, Suiza. Sustituyó el 1 de enero de 2017 al anterior distrito de Hinterrhein, con el que coincide, salvo por la vieja comuna de Mutten, que formaba parte del viejo distrito de Albula. Los cinco círculos en los que se subdividía fueron disueltos. 
Esta región comprende 19 comunas:
- Andeer
- Avers
- Cazis
- Domleschg
- Ferrera
- Flerden
- Fürstenau
- Masein
- Muntogna da Schons
- Rheinwald
- Rongellen
- Rothenbrunnen
- Scharans
- Sils im Domleschg
- Sufers
- Thusis
- Tschappina
- Urmein
- Zillis-Reischen